# Pellegrue
Pellegrue é uma comuna francesa na região administrativa da Nova Aquitânia, no departamento da Gironda. Estende-se por uma área de 38,74 km². Em 2010 a comuna tinha 1 047 habitantes (densidade: 27 hab./km²).